# Erich Stather

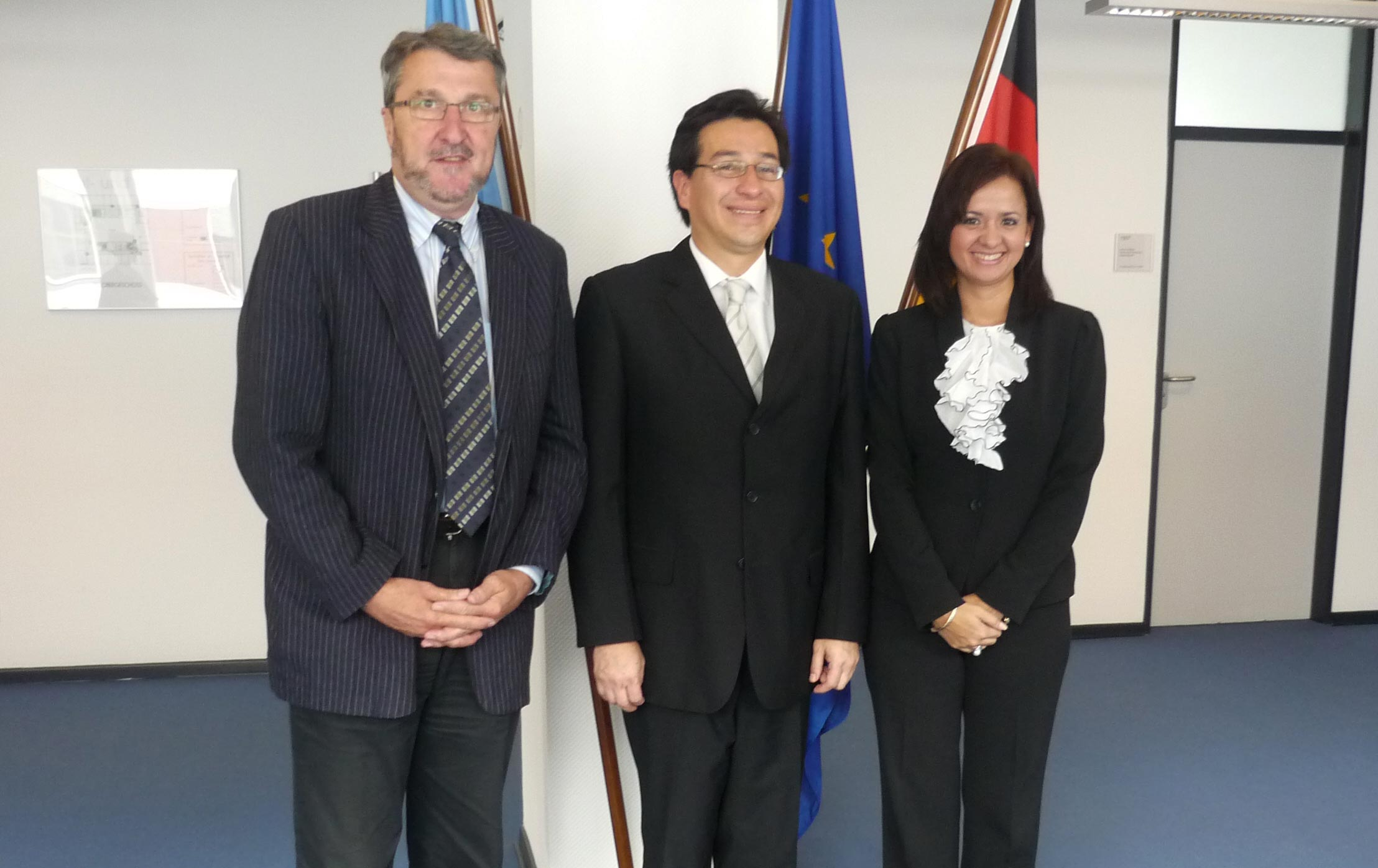
Erich Stather (links) neben Fander Falconí

Erich Stather (* 18. September 1948 in Freiburg im Breisgau) war von 1998 bis 2009 Staatssekretär im Bundesministerium für wirtschaftliche Zusammenarbeit und Entwicklung (BMZ).
Darüber hinaus war er Aufsichtsratsvorsitzender der Deutschen Gesellschaft für Technische Zusammenarbeit (GTZ), der Deutschen Investitions- und Entwicklungsgesellschaft mbH (DEG) und der Internationale Weiterbildung und Entwicklung gGmbH (InWEnt).

## Leben und Beruf
Nach seinem Abitur 1969 ging Stather bis 1971 zur Bundeswehr.
Zwischen 1971 und 1978 studierte er Sozialwissenschaften, Geschichte und Rechtswissenschaften in Freiburg und Mainz. Sein Studium schloss er 1978 mit einem Magisterexamen in Sozialwissenschaften ab.
1979 begann Stathers politische Laufbahn. Zunächst war er bis 1983 persönlicher Referent des damaligen Mainzer Oberbürgermeisters Jockel Fuchs. Es folgten Stationen als persönlicher Referent und Pressereferent der SPD-Landtagsfraktion in Rheinland-Pfalz (1983–1989), als Pressesprecher der hessischen SPD-Landtagsfraktion (1989–1991) sowie als Staatssekretär und Sprecher der Hessischen Landesregierung (1991–1993).
Von 1993 bis 1998 war Stather selbständig tätig.
Von 1998 bis 2009 war er Staatssekretär im Bundesministerium für wirtschaftliche Zusammenarbeit und Entwicklung (BMZ) und zugleich Aufsichtsratsvorsitzender diverser Organisationen der deutschen Entwicklungszusammenarbeit. Er ist Mitglied im Beirat der Bundesakademie für Sicherheitspolitik.
Seit 2010 ist Stather Lehrbeauftragter an der Universität Mainz und der Universität Worms. Er ist verheiratet und Vater dreier Kinder.
| Personendaten    | Personendaten                                                                                          |
| ---------------- | --- |
| NAME             | Stather, Erich                                                                                         |
| KURZBESCHREIBUNG | deutscher Staatssekretär im Bundesministerium für wirtschaftliche Zusammenarbeit und Entwicklung (BMZ) |
| GEBURTSDATUM     | 18. September 1948                                                                                     |
| GEBURTSORT       | Freiburg im Breisgau                                                                                   |